# Welterbe in Sambia

Zum Welterbe in Sambia gehören (Stand 2018) eine UNESCO-Welterbestätten des Weltnaturerbes. Sambia hat die Welterbekonvention 1984 ratifiziert, die bislang einzige Welterbestätte wurde 1989 in die Welterbeliste aufgenommen.

## Welterbestätten
Die folgende Tabelle listet die UNESCO-Welterbestätten in Sambia in chronologischer Reihenfolge nach dem Jahr ihrer Aufnahme in die Welterbeliste (K – Kulturerbe, N – Naturerbe, K/N – gemischt, (G) – auf der Liste des gefährdeten Welterbes).
| Bild             | Bezeichnung                           | Jahr | Typ | Ref. | Beschreibung                                                                                            |
| ---------------- | ------------------------------------- | ---- | --- | ---- | --- |
| (weitere Bilder) | Mosi-oa-Tunya / Victoria-Fälle (Lage) | 1989 | N   | 509  | grenzüberschreitendes Welterbe in Sambia und Simbabwe, umfasst in Sambia den Mosi-oa-Tunya-Nationalpark |

## Tentativliste
In der Tentativliste sind die Stätten eingetragen, die für eine Nominierung zur Aufnahme in die Welterbeliste vorgesehen sind. Derzeit (2018) sind sieben Stätten in der Tentativliste von Sambia eingetragen, die letzte Eintragung erfolgte 2009. Die folgende Tabelle listet die Stätten in chronologischer Reihenfolge nach dem Jahr ihrer Aufnahme in die Tentativliste.
| Bild                     | Bezeichnung                             | Jahr | Typ | Ref. | Beschreibung |
| ------------------------ | --------------------------------------- | ---- | --- | ---- | --- |
|                          | Dag-Hammarskjöld-Gedenkstätte           | 1997 | K   | 867  | Am 18. September 1961 kam der UNO-Generalsekretärs Dag Hammarskjöld bei einem Flugunfall nahe der Stadt Ndola ums Leben. Zum Gedenken wurden an der Absturzstelle ein Denkmal und ein Museum errichtet. |
|                          | archäologische Fundstätte Kalambo-Fälle | 1997 | K   | 868  | prähistorische Siedlung in der Nähe der Kalambo-Fälle |
| BW                       | Chirundu-Fossilwald (Lage)              | 2009 | N   | 5424 | In dem Wald finden sich 150 Millionen Jahre alte Baumreste. |
|                          | Felsmalereien von Mwela                 | 2009 | K/N | 5425 | |
| (weitere Bilder)         | Kalambo-Fälle (Lage)                    | 2009 | K/N | 5426 | Kalambo-Fälle an der Grenze zwischen Sambia und Tansania am südöstlichen Ende des Tanganjikasees ist einer der Wasserfällen Afrikas.                                                                    |
| BW                       | Sambesi-Quelle (Lage)                   | 2009 | N   | 5427 | Der Sambesi entspringt in einer sumpfigen Moorlandschaft und in hügeligem Waldgebiet des Mitumba-Gebirges im Nordwesten Sambias                                                                         |
| Kulturlandschaft Barotse | Kulturlandschaft Barotse                | 2009 | K   | 5428 | Kulturlandschaft des Volks der Lozi im Westen Sambias |